# Pu Hua
Avís: Zhenzhou Puhua fou un monjo budista chan.
Pu Hua (en xinès simplificat: 蒲华; en xinès tradicional: 蒲華; en pinyin: Pú Huá), conegut també com a Zuo Ying, fou un pintor i cal·lígraf xinès que va viure sota la dinastia Qing. Va néixer vers l'any 1834 a Jiaxing, província de Zhejiang i va morir el 1911. Pintor paisatgista, també va destacar com a pintor de bambús. Feia servir la tinta. El seu estil era poc convencional i amb pinzellades suaus.